# キング&バルーン
『キング＆バルーン』(KING & BALLOON) は、1980年10月に日本のナムコから稼働されたアーケードゲーム用固定画面シューティングゲーム。北米ではGamePlanから稼働された。
基本的な内容は同社の『ギャラクシアン』（1979年）を基準としており、自機である砲台を操作して王様を連れ去りにくる気球を打ち落とす事を目的としている。『ギャラクシアン』とは異なり、敵を打ち落とす事だけが目的ではなく王様が連れ去られるとミスとなる事を特徴としている。
開発はナムコ開発部が行い、企画は『ギャラクシアン』を手掛けた澤野和則と『キューティーQ』（1979年）を手掛けた横山茂が担当、プログラムは『ボムビー』（1979年）を手掛けた深谷正一が担当している。
1984年にMSXに移植された他、2006年には携帯電話ゲームとして配信された。アーケード移植版はPlayStation用ソフト『ナムコミュージアム アンコール』（1997年）に収録された他、PlayStation Portable用ソフト『ナムコミュージアム VOL.2』（2006年）、Xbox 360用ソフト『ナムコミュージアム バーチャルアーケード』（2008年）に収録。また、2023年にアーケードアーカイブスの1作品としてPlayStation 4版とNintendo Switch版が配信された。

## ゲーム内容
プレイヤーは城の上に設置された砲台を2方向レバーとショットボタンで操作し、上空で待機しているバルーンを破壊していく。画面内のバルーンを全て撃ち落とせばラウンドクリアとなる。
バルーンは一面につき42機出現し、上空で待機して数機ずつ攻撃をしてくる。バルーンから発射される弾に当たるか、バルーンの体当たりで砲台は破壊されるが、破壊された砲台は数秒後復活する。砲台が破壊されることによるペナルティはこの無防備時間以外に存在しない。
『ギャラクシアン』との最大の違いはタイトルにもなっている「キング」の存在である。キングは自機である砲台の下をランダムで左右に動いている。バルーンを砲台の下に逃した場合、『ギャラクシアン』とは異なりキングの移動している段にしばらく留まる。その時にキングがバルーンに触れると、バルーンはキングを連れて飛んでいく。そのバルーンを打ち落とすことができればキングは傘をパラシュート代わりにして降りてくる（降りてくるキングにバルーンが接触しても連れ去られる）。キングが画面外に連れ去られてしまうと1ミス。キングをすべて失うとゲームオーバー。得点が一定値に達するとキングが1UPする。
当時としては珍しく、自機は何度やられても構わないが、その代わりに勝手に移動するキングを守るという風変わりなゲームである。その為であろうが、バルーンの軌道はギャラクシアン等に比べてトリッキーな軌道を取ることが多い。
バルーンの色は4色あり、色によって撃ち落としたときの得点が異なる。また、攻撃時のバルーンを倒すと編隊時の2倍、キングを連れているバルーンを倒すと編隊時の3倍の得点が得られる。さらに、色の違う3つのバルーンが合体し巨大なバルーンとなることがあり、これに弾を3発当てて撃ち落とせば高得点が得られる。
当時では珍しい音声合成を搭載したゲームとしても知られている。しゃべる言葉はすべてキングの台詞で、連れ去られている途中の「HELP! HELP!」、キングを救出したときの「THANK YOU!」、ミス時の「BYE BYE!」の三つ。なお、国内版の声の主は本ゲームを企画した澤野和則である。海外版ではネイティブスピーカーによる別人である。

## 移植版
| No. | タイトル                                                | 発売日                                                 | 対応機種                                                 | 開発元                    | 発売元     | メディア                                | 型式                             | 備考                                   |
| --- | ------------------------------------------------------- | ------------------------------------------------------ | -------------------------------------------------------- | ------------------------- | ---------- | --------------------------------------- | -------------------------------- | -------------------------------------- |
| 1   | キング&バルーン                                         | 1984年2月28日                                          | MSX                                                      | ナムコ                    | ナムコ     | ロムカセット                            | 05                               |                                        |
| 2   | ナムコミュージアム アンコール                           | 1997年10月30日                                         | PlayStation                                              | ナムコ                    | ナムコ     | CD-ROM                                  | SLPS-01050                       | アーケード版の移植                     |
| 3   | ナムコミュージアム アンコール PlayStation the Best      | 1999年10月28日                                         | PlayStation                                              | ナムコ                    | ナムコ     | CD-ROM                                  | SLPS-91163                       | アーケード版の移植、廉価版             |
| 4   | ナムコミュージアム VOL.2                                | 2006年2月23日                                          | PlayStation Portable                                     | ナムコ                    | ナムコ     | UMD                                     | ULJS-00047                       | アーケード版の移植                     |
| 5   | キング&バルーン                                         | 2006年4月1日                                           | iアプリ                                                  | バンナム                  | バンナム   | ダウンロード （アプリキャロットナムコ） | -                                | オリジナルモード、アレンジモードを収録 |
| 6   | キング&バルーン                                         | 2006年11月1日                                          | Yahoo!ケータイ （S!アプリ）                              | バンナム                  | バンナム   | ダウンロード （ナムコ・ゲームス）       | -                                | オリジナルモード、アレンジモードを収録 |
| 7   | キング&バルーン                                         | 2008年1月31日                                          | BREW対応機種 （EZアプリ）                                | バンナム                  | バンナム   | ダウンロード （ナムコEZゲームス）       | -                                | オリジナルモード、アレンジモードを収録 |
| 8   | ナムコミュージアム バーチャルアーケード                 | 2008年11月4日 2009年5月15日 2009年6月3日 2009年11月5日 | Xbox 360                                                 | バンナム                  | バンナム   | DVD-ROM                                 | 2RD-00001                        | アーケード版の移植                     |
| 9   | ナムコミュージアム Vol.2 Namco Museum Battle Collection | 2005年8月23日 2005年12月9日 2006年2月23日              | PlayStation Portable                                     | ゴッチテクノロジー トーセ | ナムコ     | UMD                                     | ULJS-00047 ULUS-10035 UCES-00116 | アーケード版の移植                     |
| 10  | Namco Museum Megamix                                    | 2010年11月26日                                         | Wii                                                      | トーセ                    | ナムコ     | Wii用光ディスク                         | -                                |                                        |
| 11  | ナムコミュージアム アンコール                           | 2013年12月18日                                         | PlayStation 3 PlayStation Portable (PlayStation Network) | バンナム                  | バンナム   | ダウンロード （ゲームアーカイブス）     | -                                | アーケード版の移植                     |
| 12  | キング&バルーン                                         | 2023年7月20日                                          | PlayStation 4 Nintendo Switch                            | バンナム                  | ハムスター | ダウンロード （アーケードアーカイブス） | -                                | アーケード版の移植                     |

MSX版
1984年、ナムコットゲームセンターシリーズの第5弾として発売。『ギャラガ』のボーナスステージをアレンジしたボーナスラウンドが追加されている。ボーナスラウンドは初登場が2ラウンドクリア後に、以降3ラウンドおきに登場する。また、1990年3月9日にフロッピーディスクで発売されたMSX用オムニバスソフト『ディスクNG 1』にも、このMSX版が収録されている。『ラリーX』（1980年）と『ボスコニアン』（1981年）の2作品は、ファミリーコンピュータで発売する予定になっていたが、分割スクロールを実現するのに手間取り、実現可能になった頃には販売時機を逸してしまったためお蔵入りとなった。ただし、本作だけはファミリーコンピュータで発売する予定は一切なく、あえてMSX版のみとなった。
携帯電話アプリ版
グラフィック等を強化したアレンジバージョンも用意されている。

## スタッフ
アーケード版
- 企画：澤野和則、横山茂
- ハードウェア：石村繁一
- プログラム：深谷正一
- サウンド：徳江晶彦
- グラフィック：横山茂

MSX版
- プログラム：大森田不可止